# Hydropsyche demora
Hydropsyche demora là một loài Trichoptera trong họ Hydropsychidae. Chúng phân bố ở miền Tân bắc.